# Aeropuerto Regional de Pocatello
El Aeropuerto Regional de Pocatello o el Pocatello Regional Airport (IATA: PIH, OACI: KPIH) es un aeropuerto público localizado a 7 millas al oeste de la ciudad de Pocatello, en el condado de Power, Idaho, USA. El aeropuerto tiene dos pistas de aterrizaje.  El aeropuerto fue construido en el mismo sitio del Pocatello Army Airfield, una base de entrenamiento para la Segunda Guerra Mundial. 

## Aerolíneas y destinos
- Delta Connection operado por SkyWest Airlines a Salt Lake City